# Macrochaeta multipapillata
Macrochaeta multipapillata är en ringmaskart som beskrevs av Westheide 1981. Macrochaeta multipapillata ingår i släktet Macrochaeta och familjen Acrocirridae. Inga underarter finns listade i Catalogue of Life.